# Römisches Pilgerwerk
Das Römische Pilgerwerk (ital.: Opera Romana Pellegrinaggi, kurz OPR) ist das vatikanische Pilgerbüro.
Das Büro wurde 1933 durch Papst Pius XI. gegründet um Tourismus und Wallfahrten zur Evangelisierung zu nutzen. Insbesondere werden Pilgerreisen zu den wichtigsten Zielen des Christentums wie Lourdes, Fatima, Santiago de Compostela, Tschenstochau, das Heilige Land sowie vielen anderen Zielen organisiert. Seit 2007 besteht eine Zusammenarbeit mit der italienischen Fluggesellschaft Mistral Air.
Das Pilgerbüro untersteht jeweils dem römischen Kardinalvikar. 